# Il pastor fido
Il pastor fido er en opera i tre akter af Georg Friedrich Händel. Librettoen er baseret på et digt af Giovanni Battista Guarini (1537-1612) fra omkring 1584. Urpremieren fandt sted i 1712, men Händel reviderede operaen i 1734. 
Operaen kan sammenlignes med kantaten Le Berger fidèle af Jean-Philippe Rameau fra ca. 1728.